# Piper gegarvum
Piper gegarvum är en pepparväxtart som beskrevs av C. Dc.. Piper gegarvum ingår i släktet Piper och familjen pepparväxter. Inga underarter finns listade i Catalogue of Life.